# Myresjöhus
Myresjöhus är en hustillverkare som främst tillverkar enfamiljshus, såväl färdiga som på beställning. Fabriken ligger i Myresjö i Vetlanda kommun. Myresjöhus ingår i huskoncernen OBOS Sverige AB där även SmålandsVillan AB finns. Koncernen har cirka 1 000 anställda. Myresjöhus grundades 1927.
29 mars 2011 skrev Myresjöhus ett avtal på sju år med fotbollsföreningen Östers IF som innebär att föreningens nya fotbollsarena kommer att bära företagets namn.
När Myresjöhus år 2000 konstruerade villor i Svedala använde en då allmänt accepterad konstruktion med enstegstätade fasader, vilket tidigt ledde till att fasaderna läckte och orsakade fuktskador på husen. Villaägarna drev ett rättsfall till Högsta domstolen som år 2015 dömde till villaägarnas fördel.
År 2018 vann Myresjöhus tävlingen Årets Hus som arrangeras av tidningen Allt om Villor & Hus. Huset som vann var av tvåplansmodellen Ängsö och uppfört i Lerum.